# Controversia de Pascua
La controversia de Pascua se centra sobre la fecha correcta de la Pascua. Comenzó en el cristianismo primitivo, ya en el siglo II de nuestra era. La discusión y el desacuerdo sobre el mejor método para calcular la fecha del Domingo de Pascua ha sido constante y no se ha resuelto durante siglos. Las distintas denominaciones cristianas siguen celebrando la Pascua en fechas diferentes, siendo un ejemplo notable las iglesias cristianas orientales y occidentales.

## Antiguo Testamento
Según los evangelios canónicos, Jesucristo padeció y murió al día siguiente después de la pascua qué celebró con sus discípulos(Pésaj) y resucitó el primer día de la semana. Las discrepancias entre los evangelios sinópticos (Mateo, Marcos y Lucas) y el evangelio de Juan respecto al día de la Última Cena y la ejecución de Cristo no son significativas para la determinación de la fecha de Pascua, ya que el propósito de esta última es celebrar la resurrección de Jesús, el domingo después de la Pascua judía.
De acuerdo con la Ley de Moisés, la Pascua del Antiguo Testamento debe realizarse el día 14 del mes de Nisán (luna llena de este mes):

En el primer mes, a los catorce días del mes, al atardecer de la Pascua del Señor, y el día quince del mismo mes hay una fiesta de panes sin levadura para el Señor; comer pan sin levadura durante siete días.
Levítico 23:5,6, Éxodo 12; 1-28, Números 9:9-14

Dado que las primeras comunidades cristianas estaban formadas exclusivamente por judíos, era natural para ellos celebrar la Pascua del Antiguo Testamento, pero dándole el significado del Nuevo Testamento.

## Cuartodecimanismo

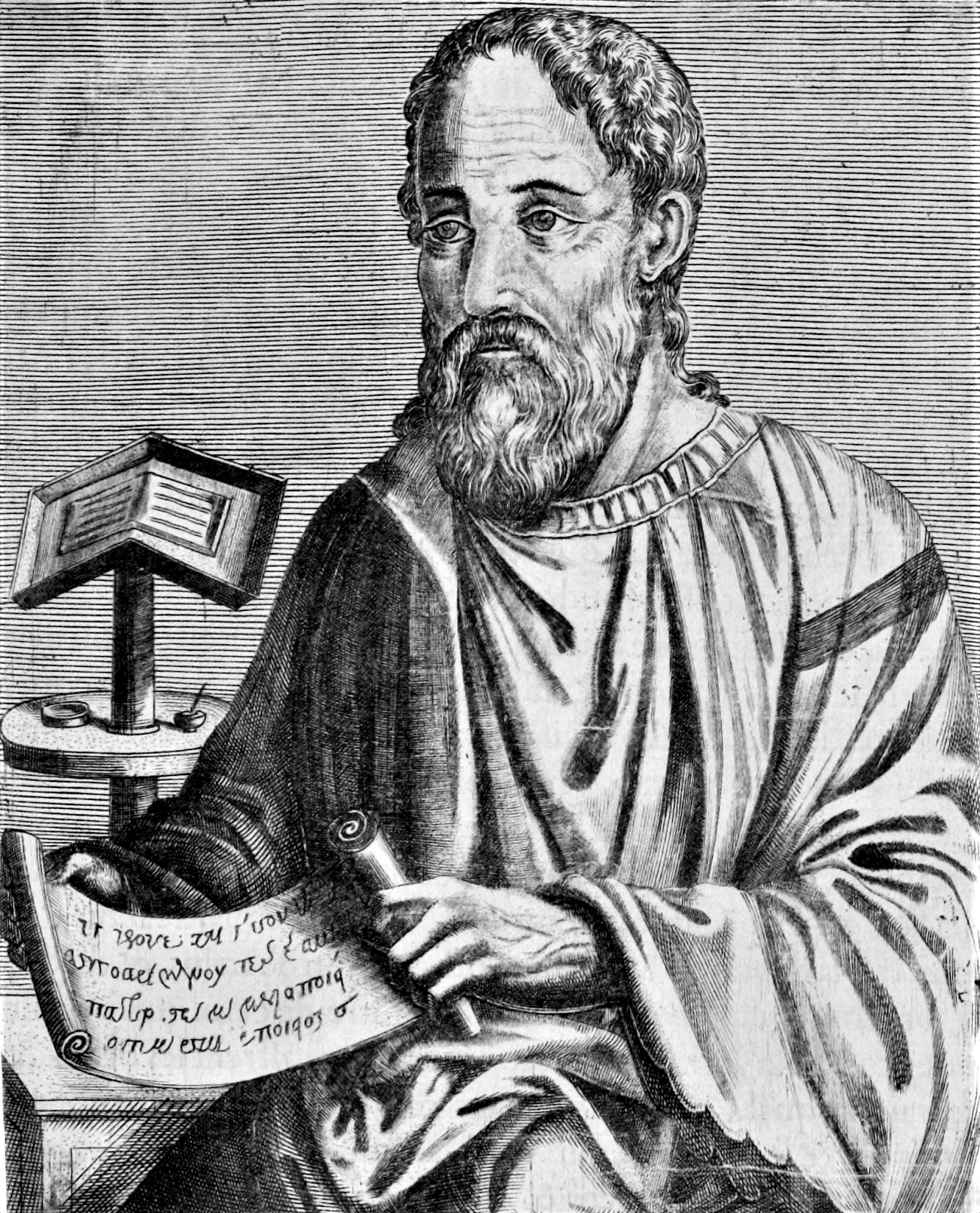
Eusebio de Cesarea.

Algunos consideran esta la primera fase de la controversia, que se refiere principalmente a si los cristianos deben seguir la práctica del Antiguo Testamento; véase también las opiniones cristianas sobre la Antigua Alianza y los judaizantes. Eusebio de Cesarea escribió:

Una cuestión de no poca importancia surgió en aquella época [la época del papa Víctor I c. 190]. Las diócesis de toda Asia, según una antigua tradición, sostenían que el decimocuarto día [τεσσαρεσκαιδεκάτην], en el que se ordenaba a los judíos sacrificar el cordero, debía observarse siempre como la fiesta de la pascua vivificante (ἐπὶ ταῖς τοῦ σωτηρίου Πάσχα ἑορταῖς), sosteniendo que el ayuno debía terminar en ese día, fuera cual fuera el día de la semana. Sin embargo, las iglesias del resto del mundo no tenían la costumbre de terminarlo en ese momento, ya que observaban la práctica, que desde la tradición apostólica ha prevalecido hasta la actualidad, de no terminar el ayuno en ningún otro día que en el de la Resurrección de nuestro Salvador.
 Historia de la Iglesia, V, xxiii

El cuartodecimanismo, una palabra que no se utiliza en el relato de Eusebio, ya que escribió en griego, deriva del término bíblico latino que designa la práctica de fijar la celebración de la Pascua para los cristianos en el decimocuarto —en latín, quarta decima— día del calendario hebreo. Según el Evangelio de Juan, este fue el día en que Jesús fue crucificado en Jerusalén. Los Evangelios Sinópticos sitúan el día en el 15 de Nisán.
Ireneo registra la diversidad de prácticas respecto a la Pascua que había existido al menos desde la época del papa Sixto I (c. 120). Registró que Policarpo, el obispo de Esmirna, enseñaba como lo hacían las iglesias asiáticas, por lo que, por extensión, Policarpo debe haber observado el decimocuarto día, siguiendo una tradición que él afirmaba haber derivado de Juan el Apóstol.
«Policarpo no solamente fue instruido por los apóstoles y conversó con muchos que habían visto a Cristo, sino que también fue nombrado por los apóstoles de Asia obispo de la Iglesia de Esmirna, a quien también vi en mi temprana juventud, pues permaneció [en la tierra] mucho tiempo, y, cuando era muy anciano, sufrió gloriosa y noblemente el martirio, partió de esta vida, habiendo enseñado siempre las cosas que había aprendido de los apóstoles, y que la Iglesia ha transmitido, y que son las únicas verdaderas. De estas cosas dan testimonio todas las Iglesias asiáticas, así como los hombres que han sucedido a Policarpo hasta el presente».
En el año 197 d.c, ocurrió la Segunda Controversia, donde, el papa Víctor I, intentó excomulgar a los cuartodecimanos, convirtiendo la divergencia de la práctica en una controversia eclesiástica en toda regla. Según Eusebio, se convocaron sínodos y se intercambiaron cartas, pero al final, tras sobrepasar su límite, Víctor, el obispo de Roma, fue reprendido y tuvo que dar marcha atrás.
Eusebio de Cesarea señala:

Pero esto no agradó a todos los obispos. Y le rogaron que considerara las cosas de la paz, y de la unidad y el amor al prójimo. Se conservan palabras de ellos, reprendiendo duramente a Víctor. Entre ellos estaba Ireneo, quien, enviando cartas en nombre de los hermanos de la Galia que presidía, sostenía que el misterio de la resurrección del Señor debía observarse únicamente en el día del Señor. Amonestó oportunamente a Víctor para que no cortara a iglesias enteras de Dios que observaban la tradición de una antigua costumbre.
Historia de la Iglesia, V, xxiv

## Primer Concilio de Nicea en 325

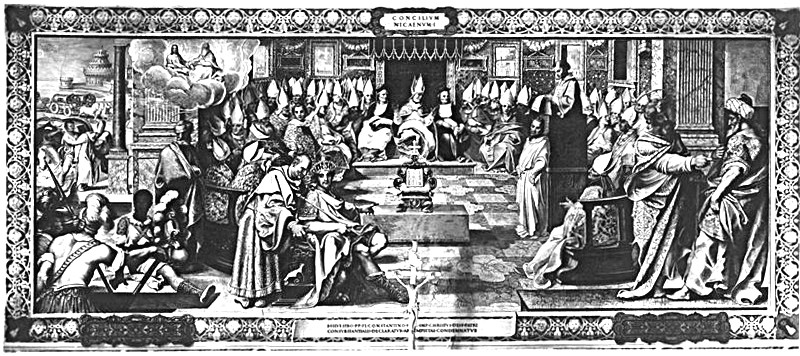
Un fresco que representa el Primer Concilio de Nicea.

En el año 325 un concilio ecuménico, el Primer Concilio de Nicea, estableció dos reglas, la independencia del calendario judío y la uniformidad mundial, pero no proporcionó ninguna regla explícita para determinar esa fecha, escribiendo solamente «todos nuestros hermanos de Oriente que antes seguían la costumbre de los judíos, celebren en adelante la mencionada sacratísima fiesta de la Pascua al mismo tiempo que los romanos y vosotros [la Iglesia de Alejandría] y todos los que han observado la Pascua desde el principio». Poco antes del Concilio de Nicea, en el año 314, el Concilio Provincial de Arlés, en la Galia, había sostenido que la Pascua del Señor debía observarse en el mismo día en todo el mundo y que cada año el Obispo de Roma debía enviar cartas fijando la fecha de la Pascua.
Los cristianos sirios siempre celebraban su fiesta de Pascua el domingo siguiente al de la celebración del Pésaj por parte de los judíos. En cambio, en Alejandría, y al parecer en el resto del Imperio romano, los cristianos calculaban la fecha de la Pascua por sí mismos, sin prestar atención a los judíos. De este modo, la fecha de la Pascua tal como se celebraba en Alejandría y Antioquía no siempre coincidía. Las comunidades judías de algunos lugares, posiblemente incluida Antioquía, utilizaban métodos para fijar su mes de Nisán que a veces situaban el día 14 de Nisán antes del equinoccio de primavera. Los alejandrinos, por el contrario, aceptaban como primer principio que el domingo que debía celebrarse como día de Pascua debía ocurrir necesariamente después del equinoccio.
El Concilio de Nicea dictaminó que todas las iglesias debían seguir una única regla para la Pascua, que debía computarse independientemente del calendario judío, como en Alejandría. Sin embargo, no se pronunció explícitamente sobre los detalles del cómputo, y pasaron varias décadas antes de que los computus alejandrinos se estabilizaran en su forma definitiva, y varios siglos después antes de que se convirtieran en norma en toda la cristiandad.

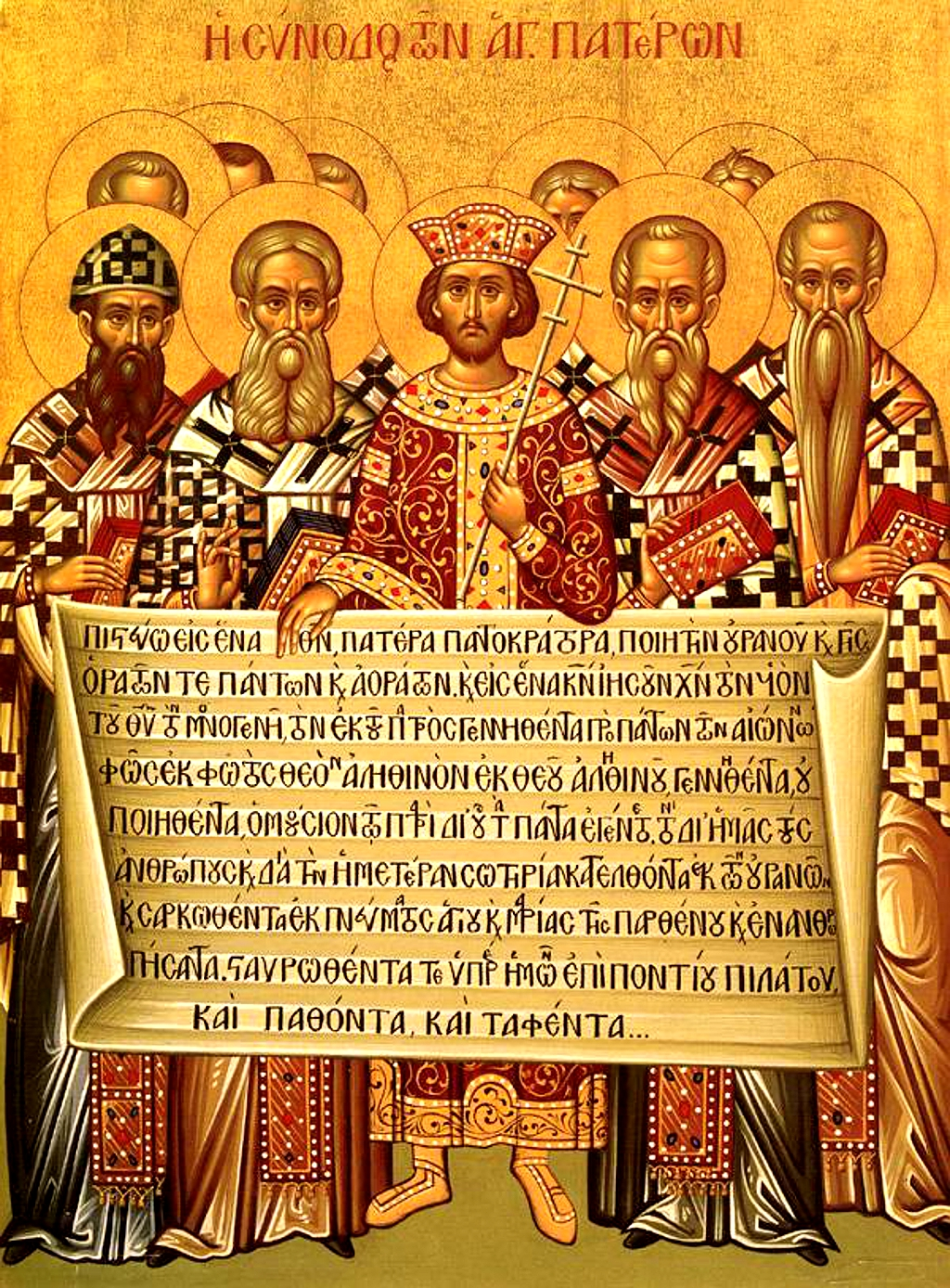
Icono que representa al emperador Constantino I y los obispos del Primer Concilio de Nicea (325)

Constantino el Grande (convocador del concilio) se opuso firmemente a la costumbre de celebrar la Pascua, siguiendo el ejemplo de los judíos. Estaba convencido de que esto perjudicaba la reputación de los cristianos, que los judíos podían decir que los cristianos no pueden celebrar ni siquiera su fiesta más importante sin abandonar la costumbre judía. El emperador argumentó la inaceptabilidad de esta costumbre por el hecho de que los judíos a veces celebraban la Pascua dos veces al año.

Ciertamente no toleraremos nuestra Pascua celebrada en el mismo año en otro momento. Por tanto, que la prudencia de vuestro reverendo reflexione sobre lo malo e indecente que es que en un momento determinado unos ayuden, mientras que otros tengan fiestas, y que después de los días de Pascua, unos pasen tiempo en las celebraciones y la paz, mientras que otros guarden lo prescrito, ayunos. Por lo tanto, la divina Providencia favoreció que esto se corrigiera adecuadamente y se llevara a un orden, con el que, creo, todos estarán de acuerdo.

## Sínodo de Whitby en 664
Los misioneros romanos que llegaron a Gran Bretaña en tiempos del papa Gregorio I (590-604) encontraron que los cristianos británicos se adherían a un sistema de computus de la Pascua diferente al utilizado en la cuenca del Mediterráneo. Este sistema, según Beda, fijaba la Pascua en el domingo que caía en el período de siete días entre el 14 y el 20 de su mes lunar, según un ciclo de 84 años. Los límites del 14 al 20 de Nisán son corroborados por Columbano de Luxeuil. El método utilizado por la Iglesia romana era del 15 al 21 de Nisán. El ciclo de 84 años, los límites lunares y el equinoccio del 25 de marzo también reciben apoyo del análisis de McCarthy en Padua, Biblioteca Antoniana, MS I.27. Cualquiera de estas características por sí sola podría haber dado lugar a discrepancias ocasionales con respecto a la fecha de la Pascua calculada por el método alejandrino.
Este ciclo de 84 años (llamado latercus) dio paso al computus alejandrino por etapas. Es posible que el computus alejandrino se adoptara en partes del sur de Irlanda en la primera mitad del siglo VII. Entre los ingleses del norte, el uso del computus alejandrino sobre el ciclo británico-irlandés se decidió en el Sínodo de Whitby en 664. El computus alejandrino fue finalmente adoptado por las colonias irlandesas del norte de Gran Bretaña a principios del siglo VIII.

## Los modernos piden una reforma de la fecha de Pascua
Tras la reforma gregoriana del calendario, promulgada en 1582, la Iglesia latina continuó siguiendo el mismo método para calcular la fecha de la Pascua, pero la fecha resultante difería de la calculada con el calendario juliano debido a la diferencia de tiempo respecto a cuándo se consideraba que ocurría el equinoccio de primavera y cuándo caía la luna llena correspondiente. Todas las iglesias protestantes del Occidente cristiano acabaron adoptando el calendario gregoriano en diversas etapas posteriores. La Iglesia Ortodoxa y la mayoría del Oriente cristiano continúan con la práctica más antigua alineada con el calendario juliano.
En 1997, el Consejo Mundial de Iglesias propuso una reforma del método para determinar la fecha de la Pascua, en una cumbre celebrada en Alepo (Siria): La Pascua se definiría como el primer domingo que sigue a la primera luna llena astronómica que sigue al equinoccio de primavera astronómico, determinado desde el meridiano de Jerusalén. La reforma se habría aplicado a partir de 2001, ya que en ese año las fechas oriental y occidental de la Pascua coincidirían. Pero esta reforma nunca se llevó a cabo.